# Steinweg 79 (Quedlinburg)

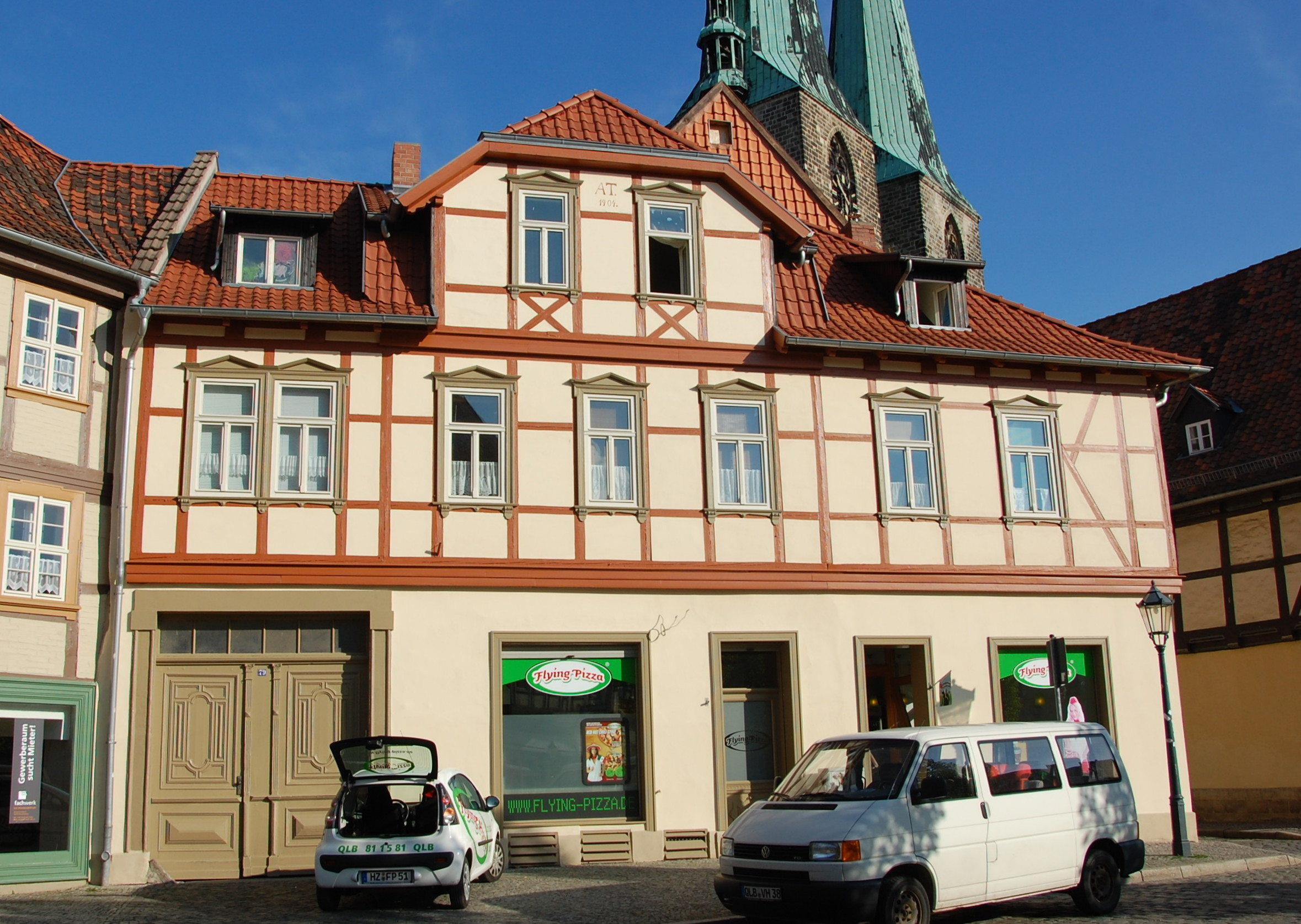
Haus Steinweg 79

Der Steinweg 79 ist ein denkmalgeschütztes Gebäudeensemble in der Stadt Quedlinburg in Sachsen-Anhalt.

## Lage
Es befindet sich in der historischen Quedlinburger Neustadt auf der Südseite des Steinwegs, an der Einmündung der Pölkenstraße und gehört zum UNESCO-Weltkulturerbe. Im Quedlinburger Denkmalverzeichnis ist es als Ackerbürgerhof eingetragen.

## Architektur und Geschichte
Das zur Pölkenstraße traufständig ausgerichtete Vorderhaus entstand in der Mitte des 19. Jahrhunderts. Der Fachwerkbau ist im Stil des Spätklassizismus gestaltet. 
Das Hinterhaus steht entlang einer schmalen Durchfahrt zum östlich gelegenen Neustädter Kirchhof. Der große dreigeschossige Bau ist ebenfalls in Fachwerkbauweise gebaut, wurde jedoch bereits um 1760 errichtet. Die oberen Stockwerke des spätbarocken Gebäudes kragen vor. Als Zierelemente finden sich profilierte Bohlen. Darüber hinaus sind die Gefache mit Zierausmauerungen versehen.